# Игрите на глада: Възпламеняване
„Игрите на глада: Възпламеняване“ (на английски: The Hunger Games: Catching Fire) е американски филм от 2013 г. на режисьора Франсис Лоурънс, базиран на романа „Възпламеняване“ на Сюзан Колинс, който е вторият от трилогията „Игрите на глада“. Филмът е продължение на „Игрите на глада“ (2012) и е вторият от филмовата поредица.

## Награди и номинации
| Категория                                    | Номиниран(и)                                 | Резултат                          |
| Златен глобус (12 януари 2014 г.)            | Златен глобус (12 януари 2014 г.)            | Златен глобус (12 януари 2014 г.) |
| -------------------------------------------- | -------------------------------------------- | --------------------------------- |
| Най-добра оригинална песен                   | „Atlas“                                      | номинация                         |
| Награда „Хюго“                               |                                              |                                   |
| Най-добро сценично представяне (дълга форма) | Най-добро сценично представяне (дълга форма) | номинация                         |
| Награда „Бредбъри“                           |                                              |                                   |
|                                              | Франсис Лорънс, Саймън Бюфо и Майкъл Арнд    | номинация                         |
| Сатурн (26 юни 2014 г.)                      |                                              |                                   |
| Най-добри костюми                            | Най-добри костюми                            | награда                           |
| Най-добър научнофантастичен филм             | Най-добър научнофантастичен филм             | номинация                         |
| Най-добри декори                             | Най-добри декори                             | номинация                         |
| Най-добър монтаж                             | Най-добър монтаж                             | номинация                         |
| Най-добър режисьор                           | Франсис Лорънс                               | номинация                         |
| Най-добра актриса                            | Дженифър Лорънс                              | номинация                         |
| Най-добра актриса в поддържаща роля          | Джена Малоун                                 | номинация                         |
| Емпайър (30 март 2014 г.)                    |                                              |                                   |
| Най-добър трилър                             | Най-добър трилър                             | награда                           |
| Най-добър филм                               | Най-добър филм                               | номинация                         |
| Най-добър научнофантастичен или фентъзи филм | Най-добър научнофантастичен или фентъзи филм | номинация                         |
| Най-добра актриса                            | Дженифър Лорънс                              | номинация                         |
| Най-добър актьор в поддържаща роля           | Сам Клафлин                                  | номинация                         |